# Cermei
Cermei è un comune della Romania di 2 845 abitanti, ubicato nel distretto di Arad, nella regione storica della Transilvania.
Il comune è formato dall'unione di 3 villaggi: Avram Iancu, Cermei, Șomoșcheș.